# M1894 210 mm-es belga mozsár
Az M1894 210mm belga mozsár egy 1890-ben tervezett 100 mm-es mozsáron alapul, amelyet ostromfegyvernek szántak. A mozsárból léteztek 150 és 240 mm-es változatok is, melyek külsőleg megegyeznek a 210mm-es változattal.

## Technikai adatok

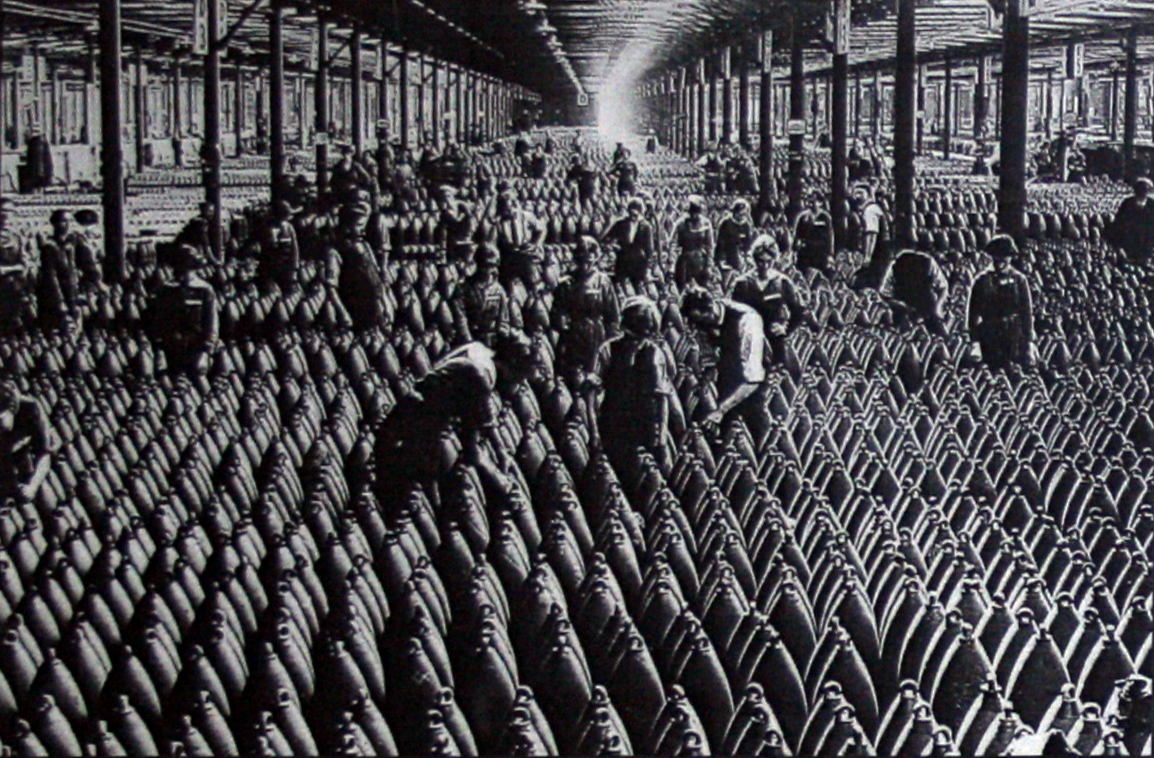
Gránátok raktározása egy belga lőszergyárban

| kaliber | emelési szög        | irányzék |
| ------- | ------------------- | -------- |
| 210 mm  | +15° és +60° között | 120°     |

## Lőszer
Eleinte 21 cm-es, puskaporral töltött gránát, majd 1885 után pedig a tízszer nagyobb robbanó erejű repeszgránát.

### Fordítás
Ez a szócikk részben vagy egészben  a   M1894 210mm Belgian mortar című angol Wikipédia-szócikk fordításán alapul.  Az eredeti cikk szerkesztőit annak laptörténete sorolja fel. Ez a jelzés csupán a megfogalmazás eredetét és a szerzői jogokat jelzi, nem szolgál a cikkben szereplő információk forrásmegjelöléseként.